# Ruisseau Deveriche
Ruisseau Deveriche är ett vattendrag i Kanada.   Det ligger i provinsen Québec, i den sydöstra delen av landet, 300 km nordost om huvudstaden Ottawa.
I omgivningarna runt Ruisseau Deveriche växer i huvudsak blandskog. Runt Ruisseau Deveriche är det glesbefolkat, med 18 invånare per kvadratkilometer.